# جيم متزين
جيم متزين هو سياسي أمريكي، ولد في 26 أكتوبر 1943 في ساوث سانت بول في الولايات المتحدة، وتوفي بنفس المكان في 11 يوليو 2016 بسبب سرطان الرئة. نشط حزبياً في حزب العمال المزارعين الديمقراطيين في مينيسوتا والحزب الديمقراطي. وقد انتخب عضو مجلس ولاية مينيسوتا ‏ وانتخب عضو مجلس نواب مينيسوتا ‏ وانتخب List of presidents of the Minnesota Senate ‏.